# David Markham
David Markham, nome d'arte di Peter Basil Harrison (Wick, 3 aprile 1913 – Hartfield, 15 dicembre 1983), è stato un attore britannico attivo per oltre 40 anni.

## Biografia
Sposò Olive Dehn, un'autrice della radio BBC, dalla quale ebbe quattro figli, tra cui Kika Markham, attrice e moglie dell'attore Corin Redgrave, Petra, attrice, e Jehane, poetessa e moglie dell'attore Roger Lloyd Pack.
Le apparizioni di David Markham nel cinema furono relativamente scarse, ma includono un ruolo importante in Le due inglesi (1971) ed Effetto notte (1973), entrambi di François Truffaut. Più ricca fu la sua partecipazione a produzioni destinate alla televisione.

## Filmografia

### Cinema
- Murder in the Family, regia di Albert Parker (1938)
- E le stelle stanno a guardare (The Stars Look Down), regia di Carol Reed (1940)
- The Right Person, regia di Peter Cotes (1955)
- Two Gentlemen Sharing, regia di Ted Kotcheff (1969)
- Family Life, regia di Ken Loach (1971)
- Exorcismus - Cleo, la dea dell'amore (Blood from the Mummy's Tomb), regia di Seth Holt e, non accreditato, Michael Carreras (1971)
- Le due inglesi (Les deux anglaises et le Continent), regia di François Truffaut (1971)
- Racconti dalla tomba (Tales from the Crypt), regia di Freddie Francis (1972)
- Un mondo maledetto fatto di bambole (Z.P.G.), regia di Michael Campus (1972)
- Effetto notte (La nuit américaine), regia di François Truffaut (1973)
- Whose Child Am I?, regia di Gerry O'Hara (1974)
- La guerre de pétrole n'aura pas lieu, regia di Souheil Ben-Barka (1975)
- L'amante proibita (La petite fille en velours bleu), regia di Alan Bridges (1978)
- Meetings with Remarkable Men, regia di Peter Brook (1979)
- Tess, regia di Roman Polański (1979)
- Gli amori di Richard (Richard's Things), regia di Anthony Harvey (1980)
- Gandhi, regia di Richard Attenborough (1982)

### Televisione
- The Admirable Crichton - film TV (1950)
- Pride and Prejudice - serie TV, 6 episodi (1952)
- Robin Hood - serie TV, 6 episodi (1953)
- Electrode 93 - serie TV, 7 episodi (1957)
- Target Luna - serie TV, 6 episodi (1960)
- Alcoa Presents: One Step Beyond - serie TV, episodio 3x25 (1961)
- Ghost Squad - serie TV, episodio The Magic Bullet (1963)
- The Wednesday Play - serie TV, episodio And Did Those Feet? (1965)
- And Did Those Feet, regia di Don Taylor - film TV (1965)
- Thirty-Minute Theatre - serie TV, episodio Meanwhile Back at the Office (1970)
- Doomwatch - serie TV, episodio Train and De-Train (1970)
- Play for Today - serie TV, episodio The Rainbirds (1971)
- The Red Pony, regia di Robert Totten - film TV (1973)
- The Stars Look Down - serie TV, 13 episodi (1974)
- Days of Hope - serie TV, regia di Ken Loach (1975)
- Rob Roy - film TV (1977)
- Philby, Burgess and Maclean, regia di Gordon Flemyng - film TV (1977)
- The Three Hostages, regia di Clive Donner - film TV (1977)
- Off to Philadelphia in the Morning, regia di Elaine Morgan - film TV (1978)
- Les chemins de l'exil ou Les dernières années de Jean-Jacques Rousseau, regia di Claude Goretta - film TV (1978)
- Emmerdale Farm - serie TV (1978)
- Telford's Change - serie TV, episodio 1x02 (1979)
- The Life and Times of David Lloyd George - serie TV, 9 episodi (1981)
- Le sconfitte di un vincitore: Winston Churchill 1928-1939 (Winston Churchill: The Wilderness Years) - serie TV, 8 episodi (1981)
- Reilly: The Ace of Spies, regia di Martin Campbell e Jim Goddard - film TV (1983)